# Prasat Preah Vihear

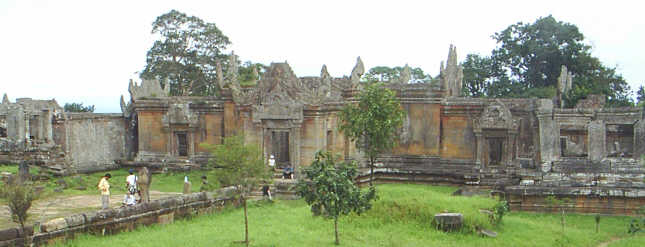
Prasat Preah Vihear, Blick und Eingang von Süden, links und rechts die beiden Paläste

Prasat Preah Vihear (Khmer ប្រាសាទព្រះវិហារ, thailändisch ปราสาทพระวิหาร, RTGS: Prasat Phra Wihan) ist ein Hindutempel der Khmer aus dem 10. bis 12. Jahrhundert. Er steht auf dem 525 Meter hohen Felshügel Pey Tadi in den Dongrek-Bergen, deren Wasserscheide die Grenze zwischen der thailändischen Provinz Si Sa Ket und der kambodschanischen Provinz Preah Vihear bildet. Seit Jahrzehnten steht die Anlage im Mittelpunkt eines teilweise gewaltsamen Grenzkonfliktes. Im Jahre 2008 wurde der Tempel als Weltkulturerbe der UNESCO eingetragen.

## Namensgebung

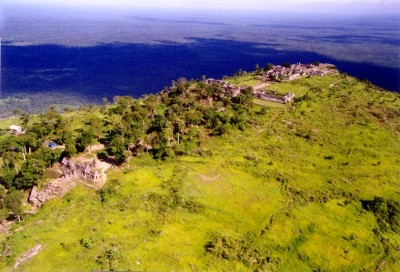
Lage des Tempels

Der Preah Vihear wird von thailändischer Seite Prasat Phra Wihan (ปราสาทพระวิหาร) oder Prasat Khao Phra Wihan (ปราสาทเขาพระวิหาร) genannt. Dabei hat Prasat in Khmer und Thai die gleiche Bedeutung („Burg“ oder „Tempel“), Khao ist das Thai-Wort für „Hügel“ oder „Berg“ (in Khmer: „Phnom“). Die Worte „Phra“ (พระ) und „Preah“ bedeuten beide „heilig“; „Wihan“ (วิหาร) bzw. „Vihear“ bezeichnen beide ein buddhistisches Klostergebäude. Beide Versionen des Namens tragen eine hohe politische und nationale Bedeutung (siehe unten unter Grenzstreitigkeiten).

## Allgemeines

Übersichtskarte Preah Vihear

Der Tempel gibt der kambodschanischen Provinz Preah Vihear ihren Namen. Auf der thailändischen Seite schließt sich der Nationalpark Khao Phra Wihan in der Provinz Si Sa Ket an, durch den der Tempel am einfachsten erreichbar ist.
Der Tempel bietet einen spektakulären Ausblick über die Ebene nach Süden. Er war ein Schlüsselbauwerk des Khmer-Königreiches und wurde von vielen Königen gefördert und erweitert. So trägt er Merkmale verschiedener architektonischer Stile. Preah Vihear ist unter den Khmer-Tempeln ungewöhnlich, da er entlang einer Nord-Süd-Achse erbaut ist, im Gegensatz zum gewöhnlichen rechteckigen Bauplan mit einer Orientierung nach Osten. Ein 800 Meter langer Aufstieg endet bei einem Heiligtum über einem 80 Meter hohen Steilhang. Das Tempelgebiet nutzt die topographischen Gegebenheiten: stufenweise steigt der natürliche „Tempelberg“ an. Über Treppen, durch Gopuram, auf von Stelen und Höfen gesäumten Straßen gelangt man zu der Plattform, auf der das Heiligtum steht. Es ist von einer rechteckigen, nach innen offenen Galerie umgeben und wird rechts und links von zwei alleinstehenden Gebäuden flankiert.

## Baugeschichte
Es gibt keine sicheren Erkenntnisse, wann der Tempel von Preah Vihear erbaut wurde. Anhand der verschiedenen Baustile vermutet man in König Yasovarman I. (regierte 889–910) den Erbauer. Nach dem französischen Historiker Claude Jacques könnte der Tempel möglicherweise bereits von einem Sohn von König Jayavarman II. (regierte 802–850) gegründet worden sein. In den folgenden 300 Jahren wurde Preah Vihear immer wieder von den Königen restauriert und erweitert. Nach der Regierungszeit von König Suryavarman II. (regierte. 1113–1150) kamen keine weiteren Ergänzungen oder Reparaturen hinzu.
Die Wichtigkeit dieses Bauwerks ergibt sich aus der jahrhundertelangen Unterstützung durch die Khmer-Könige, die im Kontrast zur normalen Gepflogenheit der Khmer steht, Tempel aufzugeben, nachdem der König, der ihn baute, gestorben war. Nach dem Ende der Regierungszeit von Suryavarman II. jedoch wurde auch Preah Vihear vernachlässigt und wahrscheinlich nur noch von Menschen aus der direkten Umgebung genutzt.

## Nutzung
Der Preah-Vihear-Tempel war dem Hindu-Gott Shiva gewidmet, im Haupt-Heiligtum befand sich ein Bhadeshvara Linga genannter Lingam. Er war ursprünglich als Einsiedelei geplant, was Historiker aus der Tatsache schließen, dass man zwar vom Berg aus einen atemberaubenden Blick über Kambodscha genießen kann, jedoch kein Gebäude des Tempelkomplexes Fenster in Richtung Süden aufweist. Man stieg auf den Berg, um Ruhe zur Meditation zu finden, nicht um die Aussicht zu genießen.
Zahlreiche Inschriften deuten darauf hin, dass der Tempel später zu einem Ziel für Pilgerreisen wurde. Khmer-Pilger machten sich zu Fuß auf die lange Reise von Yasodharapura, der ersten Stadt des Angkor-Reiches rund um den Phnom Bakheng, durch die Ebene des Tonle-Sap-Sees, bis sie dann am Fuß der Dongrek-Berge ankamen, wo sich eine Raststation mit einem Baray (Wasserreservoir) befand. Könige hatten von dort aus eine etwa zehn Meter breite Treppe in den Fels hauen lassen, über die man dann den Tempel in Höhe des ersten Gopuram erreichen konnte.

## Reliefs

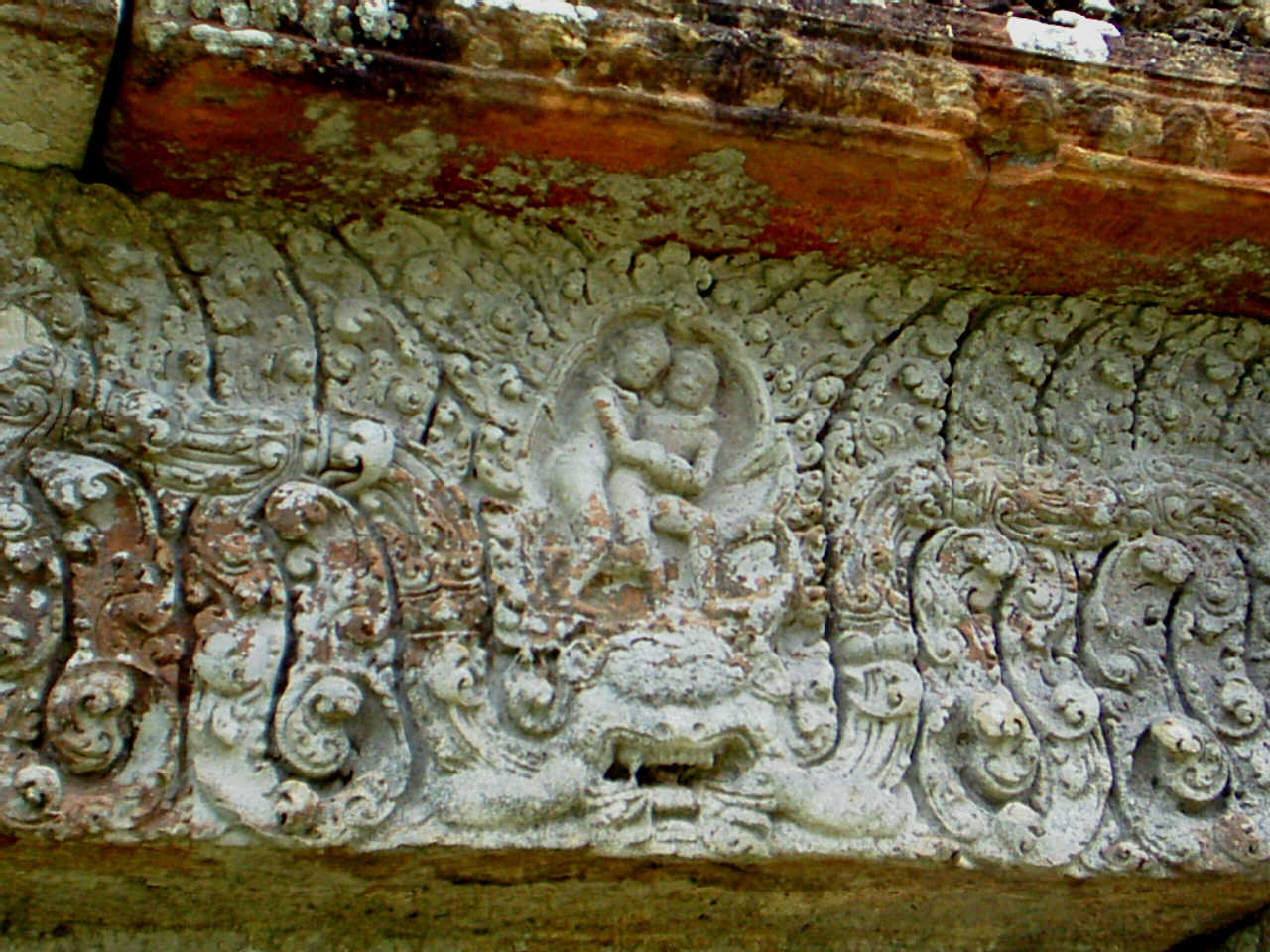
Türsturz im Gopuram 3 mit Kala (unten), darüber Shiva und Arjuna

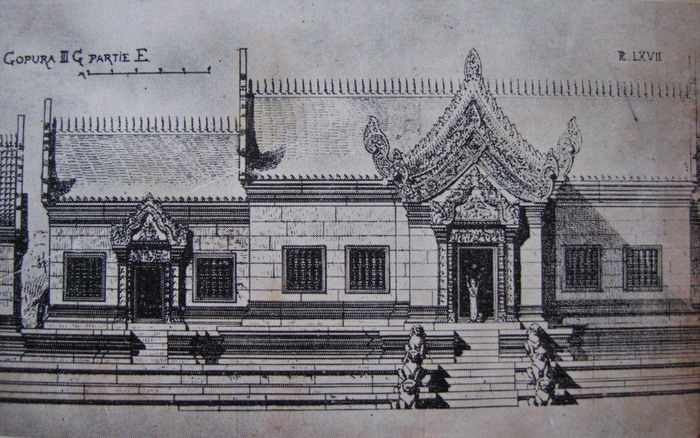
Zeichnung des Gopuram 3

Obwohl der größte Teil des Tempels in Ruinen liegt, sind einige Dreiecksgiebel und Türstürze intakt geblieben. Ein typischer Dreiecksgiebel besteht aus dem Tympanon, das durch einen Bogen eingerahmt ist. Auf dem Bogen ist eine reiche Vegetation dargestellt, seine Enden stellen mehrfache, aufgerichtete Köpfe von Nagas dar. Es gibt zwei verschiedene Typen von Dreiecksgiebeln in Khmer-Bauten: Solche mit überbordenden pflanzlichen Ranken, in deren Mitte eine kleine Gottheit über einem Dämonen dargestellt ist, und solche mit großen Darstellungen von Szenen aus der hinduistischen Mythologie. Unterhalb der Dreiecksgiebel befinden sich Türstürze, die häufig ebenfalls mit mythologischen Szenen oder mit pflanzlichen Ranken verziert sind, die dem Mund eines löwenköpfigen Dämonen (Kala oder Rahu) entspringen.
Die meisten Stürze und Giebel im Preah Vihear entstanden gegen Ende des 10. oder Anfang des 11. Jahrhunderts. Sie sind vergleichbar mit ähnlichen Reliefs in Prasat Mueang Tam (im heutigen Thailand) und Banteay Srei, die in dieser Periode erbaut wurden. Obwohl Preah Vihear dem Hindu-Gott Shiva geweiht ist, werden hauptsächlich Mythen mit Vishnu dargestellt, die meisten stammen aus dem Mahabharata und handeln von Krishna, einer Inkarnation von Vishnu. Ein weiteres hinduistisches Epos, das Ramayana scheint hier nirgends vertreten zu sein. Auf sehr vielen Tympana ist der Protagonist unter einem riesigen Baum dargestellt, selbst die kolossale dreieckige Masse eines Reliefs am dritten Gopuram, die Krishna scheinbar mühelos mit dem kleinen Finger anhebt, ähnelt eher einem Baum als dem Berg Govardhana, den sie wohl darstellen soll. Die Betonung von großen Bäumen ist eher unüblich in der Khmer-Ikonographie, mag aber eine lokale Eigenheit sein. Freistehende Skulpturen sind in Preah Vihear nicht zu finden.

## Grenzstreitigkeiten mit Thailand

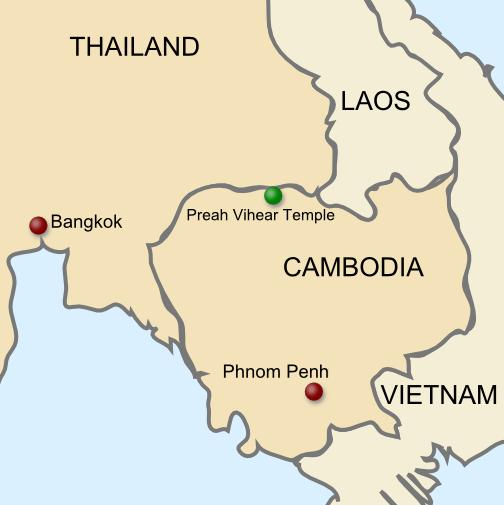
Lage der Tempelanlage an der thailändisch-kambodschanischen Staatsgrenze

Nachdem Kambodscha 1953 von der französischen Kolonialmacht unabhängig geworden war, war die Tempelanlage durch thailändische Truppen besetzt worden. Die kambodschanische Regierung rief daraufhin den Internationalen Gerichtshof in Den Haag an und dieser entschied 1962, dass der Preah-Vihear-Tempel zu Kambodscha gehört. Der Streit entbrannte neu, als die kambodschanische Regierung im Jahr 2008 den Antrag stellte, die Tempelanlage ins Weltkulturerbe der UNESCO aufzunehmen. Dem Antrag wurde auch stattgegeben und der Tempel wurde als kambodschanisches Weltkulturerbe anerkannt. Das rief zum Teil wütende Proteste in Thailand hervor. Bereits mehrfach kam es zu Schießereien zwischen Streitkräften der beiden Länder im Grenzgebiet, die auch Todesopfer forderten. Im Jahr 2003 wurde die thailändische Botschaft in Phnom Penh von einer aufgestachelten Menge niedergebrannt, nachdem sich das Gerücht verbreitet hatte, Thailand erhebe erneut Anspruch auf den Tempel.
Letztlich geht der Streit um den Tempel viel tiefer und gründet sich auf das historische Verhältnis beider Nationen. Früher standen weite Teile des heutigen Thailand unter der Herrschaft der Khmer-Könige, bis sich die Machtverhältnisse später eher umkehrten, so dass heute viele bedeutende Khmer-Tempel auf thailändischem Staatsgebiet liegen.

## Kambodschanischer Bürgerkrieg
Da das Gelände in Richtung Süden steil abfällt, war es leicht gegen Angriffe von Süden her zu verteidigen. Deswegen konnten sich Truppen von Lon Nol noch jahrelang gegen die Truppen der Roten Khmer behaupten, welche die Ebene im Süden kontrollierten. Von thailändischer Seite war der Tempel leicht zugänglich und konnte von Touristen besucht werden. Selbst nach der Eroberung von Phnom Penh durch Truppen der Kommunistischen Partei Kambodschas gaben die Truppen der Khmer-Republik nicht auf. Die Roten Khmer versuchten mehrmals den Tempel und seine Umgebung zu stürmen und beschossen ihn mit Artillerie. Am 25. Mai 1975 drangen dann doch Truppen der Roten Khmer in den Tempel ein. Die Truppen der Khmer-Republik flüchteten nach Thailand. Auch nach der Eroberung von Kambodscha durch vietnamesische Truppen konnten sich die Roten Khmer in den Tempelanlagen halten. Erst 1998 ergaben sich die letzten Angehörigen der Roten Khmer den Truppen Kambodschas. Im Juni 1979 war die Gegend um den Tempel Schauplatz erzwungener Rückführungen kambodschanischer Flüchtlinge. 42.000 Flüchtlinge wurden vom thailändischen Militär zum Tempel Preah Vihear gefahren und mussten die steilen Klippen hinabklettern. In der Ebene darunter erwarteten sie Minenfelder. Flüchtlinge, die sich weigerten hinunterzusteigen oder vor den Minenexplosionen wieder die Klippe hinaufkletterten, wurden vom Thai-Militär erschossen. Etwa 3.000 Flüchtlinge überlebten die erzwungene Rückführung nicht. Weitere 7.000 Personen gelten seither als vermisst. Erst seit 2001 ist der Tempel auch durch eine Straße von kambodschanischer Seite aus leicht zu erreichen.